# Attacotti

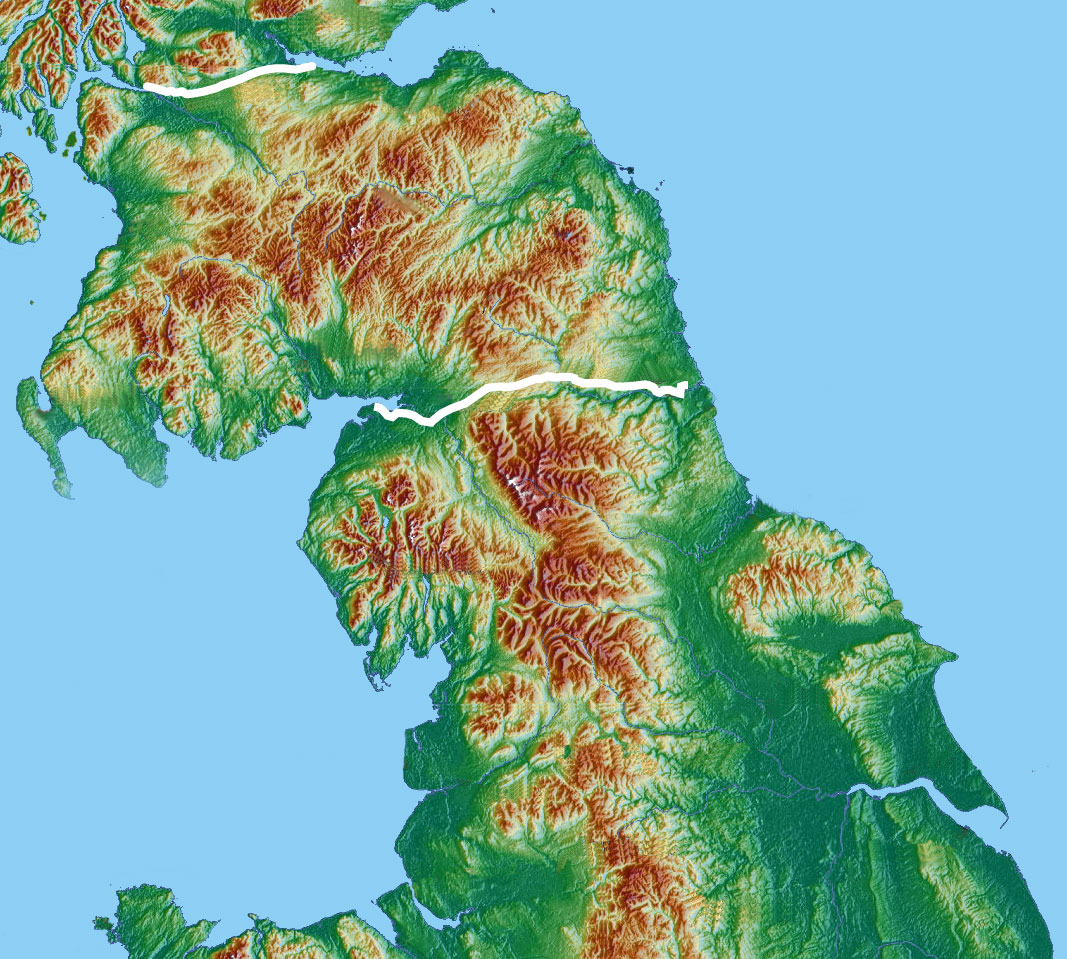
Bretaña romana.

El término Attacotti, latinizado del gaélico irlandés athach tuatha que significa tribus o gente paga rentas en contraposición a hombres libres, o también deletreado de muchas distintas maneras como Atticoti, Attacoti, Atecotti, Atticotti, Ategutti se utiliza para designar a los ascendientes de los Fir Bolg, sirvientes esclavos y de clase baja. El término hace referencia a las tribus que se rebelaron contra los Gael, pueblo gobernante de Irlanda en 364. Su existencia como pueblo diferenciado se ve refrendada por dos referencias incidentales encontradas en los escritos de San Jerónimo, según los cuales eran caníbales y poseían esposas en común. 
Las tribus Attacotti llegaron a saquear a la Bretaña romana junto a los escotos, los pictos, los sajones, los bretones indígenas y también algunos militares desertores romanos, entre el 364 y el 368. Finalmente las hordas fueron vencidas por Flavio Teodosio, un oficial del ejército del Imperio romano que adquirió el rango de conde y fundó la Casa de Teodosio. En el Notitia Dignitatum existen registros de 400 de unidades Attacoti y también se conoce la existencia de la lápida de uno de sus soldados. 

## Etimología
Las palabras Aitheach Tuatha significan Inquilinos o Tribus inquilinas. Incluso se cree que era usado en contraposición a hombres que gozaban de libertad. Se ha llegado a decir que dicho pueblo consistía en los restos de habitantes que había en la isla antes de que los milesianos la colonizasen. El historiador O'Curry niega dicha declaración y mantiene que eran milesianos de clase baja que habían sido cruelmente oprimidos por los magnates de las tierras.

## Amiano: Britania romana en 364-369
El historiador Amiano Marcelino hace una descripción de la tumultuosa situación en Bretaña entre 354 y 369. Describe una administración corrupta y traicionera en la que tropas nativas británicas (los areani) en colaboración con los bárbaros, y una milicia romana cuyas tropas habían desertado se unieron al pillaje general. La situación era consecuencia de la fallida gestión de poder de Magnencio una década anterior, seguida por una purga sangrienta dirigida por Paulo Catena en un intento de expulsar a los potenciales simpatizantes de Magnencio en Bretaña, y agravada por las maquinaciones políticas del emperador romano Valentiniano I.
Amiano describe a las hordas de maleantes como bandas moviéndose de un lado a otro buscando botines. Al no haber en la provincia una fuerza militar efectiva se envió una desde la Galia bajo el mando del conde Teodosio, el cual rápida y cruelmente restauró el orden. Teodosio se centró en restaurar los problemas políticos que sufría la provincia.